# Federico Silva (escultor)
Federico Silva (nacido Federico Héctor Gutiérrez Silva; Ciudad de México, 16 de septiembre de 1923-30 de noviembre de 2022) fue un escultor, pintor y académico mexicano.

## Semblanza biográfica
Antes de dedicarse a las artes, Federico Silva realizó estudios de veterinaria, derecho y antropología. Su aprendizaje en las artes se dio de forma autodidacta a través de libros, primero, y luego de forma práctica bajo la tutela del muralista David Alfaro Siqueiros, de quien fue asistente; destaca la colaboración de Silva en el mural Nueva democracia que Siqueiros realizará en el Palacio de Bellas Artes, en la Ciudad de México. A partir de su vínculo con el mencionado muralista, Federico trabó amistad con figuras como Diego Rivera, Leopoldo Méndez, Pablo O´Higgins y el escritor José Revueltas que ayudaron a continuar su formación artística. 
Tras la Segunda Guerra Mundial viajó a Europa, donde residió principalmente en Austria e Italia, para luego regresar a México y organizar el Primer Salón de la Pintura, en el cual participó con la obra Aregumentum Baculinum que le hizo merecedor de una mención honorífica del Instituto Nacional de Bellas Artes (INBA). Desde 1950 comenzó a pintar sus propios murales; también empieza su experimentación en la escultura y el arte cinético.
Desde 1992 es miembro de número de la Academia de Artes de México, de la Sección Escultura
Durante varias décadas ha sido investigador en la Coordinación de Humanidades de la Universidad Nacional Autónoma de México (UNAM).
Entre sus obras se encuentran Fuente solar en Michoacán, Alux de la muerte en la Plaza de las Tres Culturas, Canto a un dios mineral en el Palacio de Minería, Vigilante, obra dedicada al satélite Morelos, Espacio matemático en la Facultad de Ingeniería de la UNAM, el mural Huites en Sinaloa, Pájaro C, Serpientes del Pedregal  y varios monumentos ubicados en Aguascalientes, Puebla y Tlaxcala. Algunas de sus obras se encuentran en España, Estados Unidos, Francia, Suecia, Japón y Jamaica.

## Obras publicadas
- Federico Silva en 1977.
- La escultura y otros menesteres en 1985.
- Viaje del nahual de Tonacacíhuatl en 1989.
- México por Tacuba, relatos autobiográficos en 2000.
- ”Dos por Tres, apuntes autobiográficos” en 2010

## Premios y distinciones
- Creador Emérito del Sistema Nacional de Creadores de Arte del  Fondo Nacional para la Cultura y las Artes (FONCA) en 1993.
- Premio Nacional de Ciencias y Artes en el área de Bellas Artes por el gobierno de México en 1995.
- Homenaje con la apertura del Museo de Escultura Contemporánea Federico Silva en San Luis Potosí, el 18 de septiembre de 2003.
- Doctorado honoris causa por la Universidad Autónoma de San Luis Potosí el 23 de agosto de 2010.
- Doctorado honoris causa por la Universidad Nacional Autónoma de México el 23 de septiembre de 2010.[7]

## Galería
|  |  |  |  |  |